# Les Cinquante-trois Stations du Tōkaidō
Vous lisez un « article de qualité » labellisé en 2009.
Cette page contient des caractères spéciaux ou non latins. S’ils s’affichent mal (▯, ?, etc.), consultez la page d’aide Unicode.
Les Cinquante-trois Stations du Tōkaidō (東海道五十三次之内, Tōkaidō Gojūsan-tsugi no uchi), dans l'édition Hōeidō (1833-1834) présentée ici, sont une série d'estampes japonaises (ukiyo-e) créées par Hiroshige après son premier voyage empruntant la route du Tōkaidō en 1832. Cette route, reliant la capitale du shogun, Edo, à la capitale impériale, Kyoto, est l'axe principal du Japon de l'époque. C'est également la plus importante des « Cinq Routes », les cinq artères majeures du Japon (Gokaidō), créées ou développées pendant l'ère Edo pour améliorer le contrôle du pouvoir central sur l'ensemble du pays.

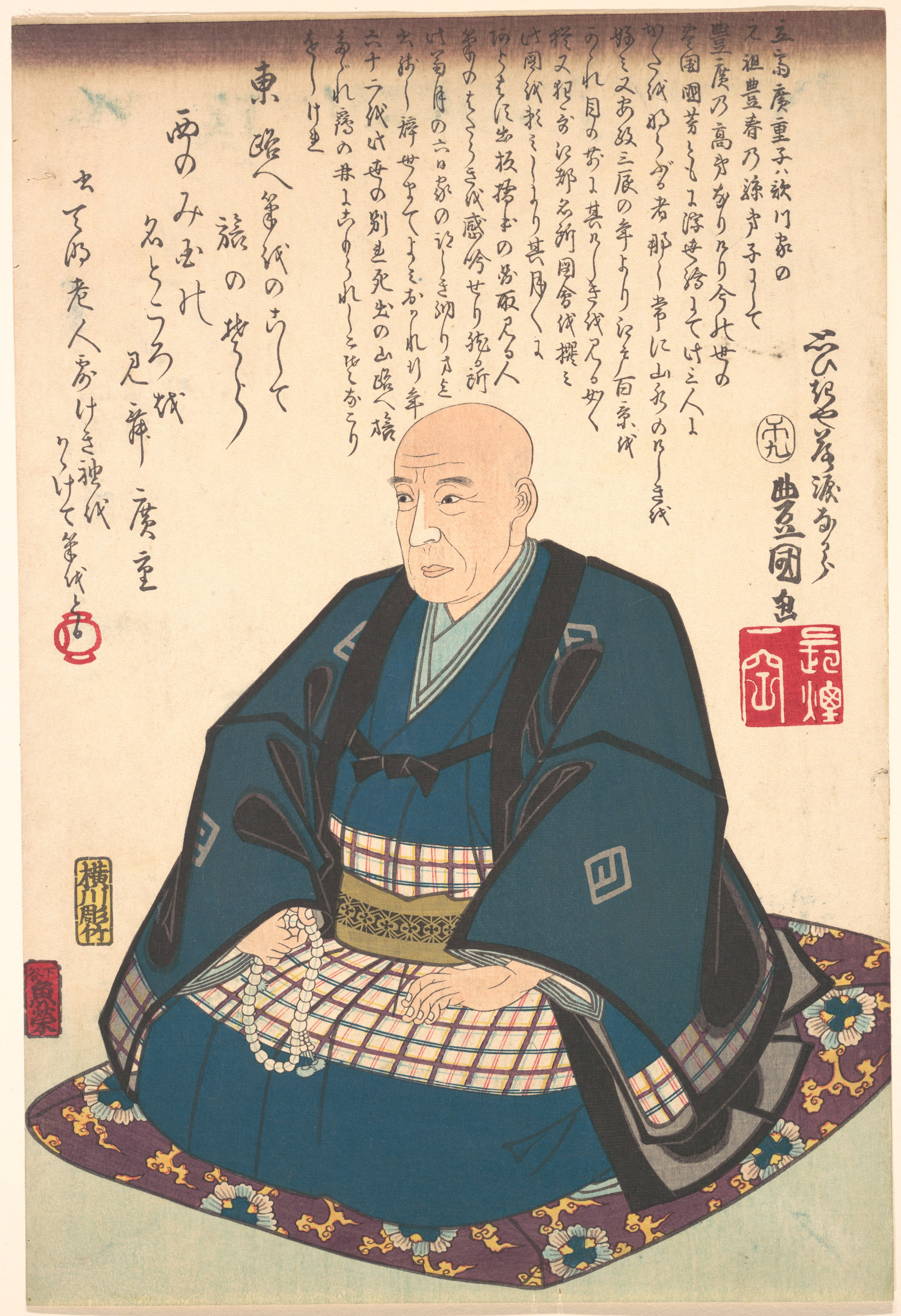
Portrait de Hiroshige, le crâne rasé, à cinquante ans passés, par Kunisada.

Même si c'est de loin l'édition Hōeidō qui a acquis la plus grande notoriété, Les Cinquante-trois Stations du Tōkaidō étaient un sujet si populaire qu'elles ont inspiré à Hiroshige une trentaine de séries d'estampes, très différentes les unes des autres par leurs dimensions (format ōban ou chuban), leur traitement ou encore leur nombre (certaines séries ne comptent que quelques estampes).
Le Tōkaidō de l'édition Hōeidō est l'œuvre la plus connue de Hiroshige et aussi la plus vendue dans l'histoire de l'ukiyo-e. Venant juste après la série des Trente-six vues du mont Fuji d'Hokusai, elle consacre ce nouveau thème majeur de l’ukiyo-e qu'est désormais l'estampe de paysage (fūkei-ga), avec en particulier la représentation de lieux célèbres (meisho). Celles-ci exploitent pleinement les possibilités ouvertes après l'assimilation de la perspective occidentale par les artistes japonais et les estampes de Hiroshige seront fort appréciées, non seulement au Japon, mais plus tard en Occident.

## Les «Cinq Routes» et le Tōkaidō

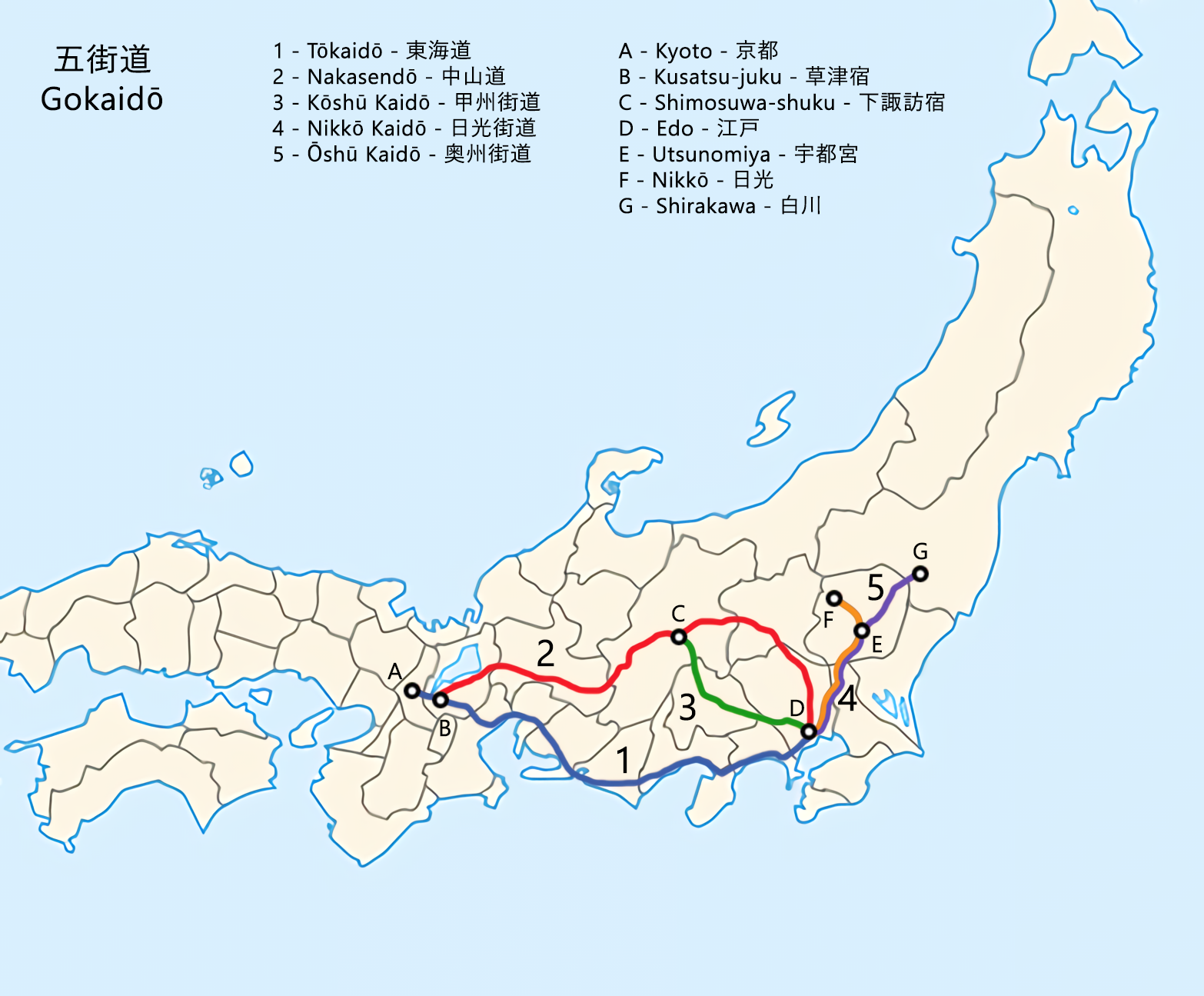
Les Gokaidō, les « Cinq Routes » du shogunat Tokugawa

La route du Tōkaidō, reliant Edo à Kyoto en passant par le littoral, représente une distance d'environ 500 kilomètres, que les voyageurs mettaient à peu près deux semaines à parcourir, à pied la plupart du temps, mais aussi, selon leurs ressources, à cheval, en logette de bambous tressés (kago) ou en palanquin (norimono).
Cette route est la plus connue et la plus importante des « Cinq Routes » du shogunat Tokugawa.
Ces « Cinq Routes » (五街道, Gokaidō) sont les cinq voies majeures (kaidō) qui partaient d'Edo (aujourd'hui Tokyo) pendant la période Edo.
Le shogun Tokugawa Ieyasu commence leur construction en 1601 pour renforcer son contrôle sur le pays, mais c'est Tokugawa Ietsuna, quatrième shogun du shogunat Tokugawa et petit-fils de Ieyasu, qui les proclame « routes majeures ». De nombreux relais (shukuba) sont installés tout au long pour permettre aux voyageurs de se reposer et de se ravitailler.

### Les origines du Tōkaidō

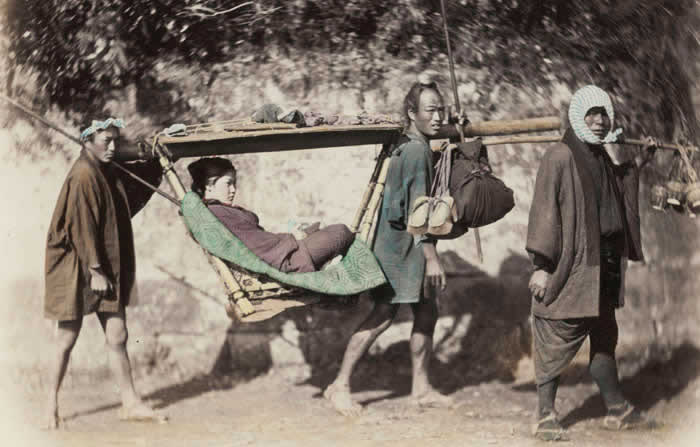
Portrait de groupe d'une femme avec ses porteurs, voyageant au Japon dans une logette de bambous tressés (kago), comme celle que l'on voit dans la 11e station du Tōkaidō d'Hiroshige (Felice Beato, entre 1863 et 1877)

Le tracé initial du Tōkaidō remonte au XIe siècle ; la route prend toute son importance à l'ère Edo, à partir de 1603, compte tenu du pouvoir central, désormais fort, installé à Edo par les shoguns Tokugawa. Elle part du pont Nihonbashi (« le pont du Japon ») à Edo, pour se terminer au pont Sanjōhashi à Kyoto. Elle est alors jalonnée de cinquante-trois relais distants en moyenne de quatre ri (unité de longueur représentant environ 2 km).
À l'ère Edo, la route est, en particulier, fréquentée par les daimyos, astreints par le système du sankin kotai à résider un an sur deux à Edo, où ils doivent d'ailleurs laisser leur famille en otage, parce que le pouvoir shogunal se méfie d'eux après la longue période de guerre civile dont le pays sort à peine. Ce système coûte aussi fort cher aux daimyos, contraints d'entretenir deux résidences et d'emmener avec eux leur suite, qui peut compter de cent à deux mille personnes. Mais la route est parcourue par bien d'autres voyageurs : marchands, pèlerins se rendant à Ise ou Shikoku, bonzes, et même touristes, car les voyages d'agrément sont désormais libérés des restrictions gouvernementales.
Les relais sont souvent situés dans des sites pittoresques ou près de sanctuaires bouddhistes ou shintoïstes, et offrent, non seulement des auberges pour passer la nuit, mais aussi des restaurants, des commerces vendant des spécialités locales. On y trouve aussi tout l'indispensable pour voyager dans de bonnes conditions : écuries, palefreniers, portefaix, guides, etc..

### Le parcours du Tōkaidō

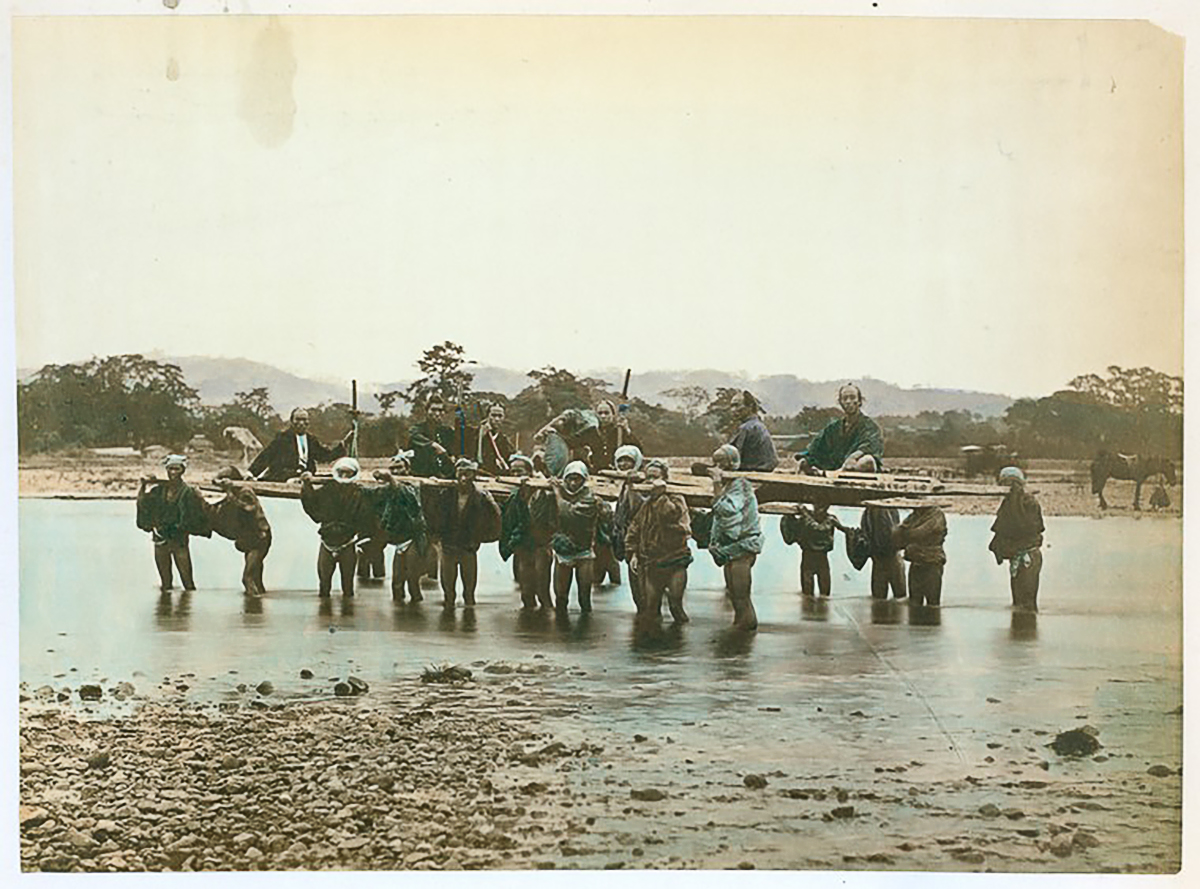
Porteurs passant à gué le fleuve Sakawa, près d'Odawara, la 9e station du Tōkaidō : la comparaison s'impose avec l'estampe de Hiroshige (photographié par Felice Beato entre 1863 et 1885)

La route du Tōkaidō est essentiellement une route littorale, longeant tout d'abord la baie de Tokyo, puis la baie de Sagami, jusqu'à Hakone (10e station), où il faut quitter le littoral pour passer la chaîne de Hakone. On retrouve, tout de suite après, le littoral de la baie de Suruga, où l'on passe juste au sud du Mont Fuji, sur lequel on a une vue magnifique à Hara en particulier (13e station). On franchit ensuite les différents fleuves qui se jettent dans la mer, le Fuji gawa, puis l'Ōi gawa, entre Shimada (23e relais) et Kanaya, puis le fleuve Tenryū juste après Mitsuke (28e station). Passé le relais de Maisaka (30e station), il faut s'embarquer à bord de barques aux hautes voiles blanches pour franchir le lac côtier Hamamatsu en une brève traversée maritime.
On longe ensuite à distance la large double échancrure maritime (située au sud de Nagoya) formée par la baie de Mikawa et la baie d'Ise, pour franchir le pont Yahagi, le plus long de la route du Tōkaidō, avec ses 376 mètres juste avant d'arriver à Okazaki (38e station), puis à Chiryū, célèbre pour son marché aux chevaux.
Arrivé à Miya, le 41e relais, situé immédiatement au sud de Nagoya, il faut s'embarquer pour traverser la baie d'Ise et éviter du même coup la traversée du fleuve Kiso gawa. On arrive à la station suivante, Kuwana, après une traversée de sept lieues qui suit la côte.
À partir de Ishiyakushi, le 44e relais, adossé aux flancs de la montagne, et où se trouve un temple bouddhiste dédié à Yakushi, le dieu de la médecine, on quitte le littoral pour s'enfoncer dans les terres, vers le lac Biwa. On atteint celui-ci la hauteur de Ishibe (la 51e station) et de Kusatsu, où on rejoint le Kiso Kaidō, une autre des « Cinq Routes » majeures, dont le nom officiel est le Nakasendō. C'est ensuite Ōtsu et sa « maison de thé de la source », puis l'arrivée à Kyoto, terme du long voyage.

## Lesmeishodans la culture japonaise

### Lesmeisho ki, les guides de voyage de «lieux célèbres»
L’œuvre de Hiroshige s'inscrit dans le prolongement de l'intérêt traditionnel pour les meisho, les lieux et paysages célèbres. C'est tout d'abord la vogue des meisho ki, les « guides de lieux célèbres », dont l'un des premiers représentants est le Kyo warabe, de Nakagawa Kiun, publié en 1658, ou le Edo suzume de Hishikawa Moronobu, publié en 1677. En ce qui concerne le Tōkaidō lui-même, le Tōkaidō meishoki (« Les Grands Sites de la route de la mer de l'est »), guide en six volumes de 1660 du samouraï Asai Ryōi, présente les centres d'intérêt des différents relais sur le mode de la fiction et contribue à la notoriété de la route.
Au début du XIXe siècle, capitalisant sur le succès rencontré par le Tōkaidōchū Hizakurige de Jippensha Ikku, de nombreux guides de voyage portant sur le Tōkaidō voient le jour. Les stations de la route leur servent souvent de trame narrative, avec bien des fois une forte connotation sexuelle (les femmes rencontrées et les aventures vécues dans chacune des stations).

### Les cartes du Tōkaidō
Le voyageur empruntant une route aussi fréquentée que le Tōkaidō dispose de cartes, dont les éditions officielles sont encouragées par le shogun comme par les daimyos.
L'une des cartes du Tōkaidō les plus populaires à l'ère Edo est la Tōkaidō bunken ezu (la « carte proportionnelle du Tōkaidō »), par Ichikochi Dōin, illustré par nul autre que Moronobu, fondateur de l’ukiyo-e. Fondée sur la base cartographique d'une carte officielle de 1651, cette carte, qui prend la forme d'un e-maki, un rouleau, est abondamment illustrée, tout en présentant certains caractères d'un guide voyage. Publiée pour la première fois en 1690, elle est réalisée à l'échelle 1:12 000, et remplit cinq volumes. Plus que d'un outil véritablement pratique, il s'agit donc d'une édition destinée plutôt aux « voyageurs en chambre ». La Tōkaidō bunken ezu, plusieurs fois rééditée, reflète la découpe de la route en cinquante-trois stations, et fournit toutes sortes d'indications, telles que le tarif des passages à gué, celui des porteurs, ou encore des chevaux.
Une autre carte fameuse du Tōkaidō est la Tōkaidō bunken nobe ezu (la « carte proportionnelle linéaire du Tōkaidō ») : c'est une carte officielle, à l'usage de l'administration. Exécutée de manière méticuleuse et méthodique, elle exagère simplement les dimensions de quelques points notables, notamment les propriétés du shogun, dont elle masque cependant les aspects militaires jugés secrets. Elle fournit également le détail d'autres points importants pour une utilisation officielle, comme la structure des ponts, ou certains aspects topographiques utiles.

### Les romans ayant pour cadre les voyages sur les lieux célèbres
Une route aussi fréquentée et aussi pittoresque ne peut que connaître un grand intérêt de la part de ceux qui l'empruntent ou qui l'emprunteront ; aussi toute une littérature se développe-t-elle autour du Tōkaidō.
Outre les guides de voyages, centrés sur la description des meisho, les lieux célèbres, on trouve également des romans pittoresques, comme le Chikusai monogatari (autour de 1660), nommé d'après son héros Chikusai, un médecin charlatan, et son valet, qui cheminent tout au long du Tōkaidō.
Puis, à partir de 1802, est publié le roman à épisodes de Jippensha Ikku, le fameux Tōkaidōchū Hizakurige (À pied sur le Tōkaidō), racontant les tribulations rocambolesques de ses deux héros, Kita et Yaji, au fil des différentes étapes. On retrouve chez Hiroshige le souvenir des héros de Jippensha Ikku dans plusieurs relais, comme Mariko, ou encore Ōtsu, et leurs maisons de thé.

### LeTōkaidō meisho zuede 1797
Les meisho zue (« livres illustrés de lieux célèbres ») se répandent à la fin de l'ère Edo et viennent relayer de façon plus visuelle la popularité des meishoki.
Le Tōkaidō meisho zue en six volumes publié en 1797, d'Akisato Rokō (qui écrit les textes) et de Takehara Sunchōsai (l'illustrateur principal), marque la transition entre les meisho ki, les guides de voyage où le texte prédomine, et les séries d'estampes que Hiroshige publiera plus tard.
Cet ouvrage donne en effet une place beaucoup plus considérable aux illustrations de lieux célèbres (environ 30 % de la totalité des pages). L'ouvrage est un travail en grande partie collectif, puisque, outre les œuvres de Takehara Sunchōsai lui-même, il comprend des gravures de vingt-cinq autres artistes, dont le peintre de cour Tosa Mitsusada. Le Japon jugera d'ailleurs l'ouvrage suffisamment significatif pour le présenter à Paris, lors de l'Exposition universelle de 1867.
Lorsque enfin le talent de paysagistes de Hokusai et de Hiroshige parvient à pleine maturité, aux alentours de 1830, c'est l'image qui prend la place principale, avec les séries meisho-e de Hokusai (en particulier les Trente-six Vues du mont Fuji) et de Hiroshige.

## Hiroshige et le Tōkaidō

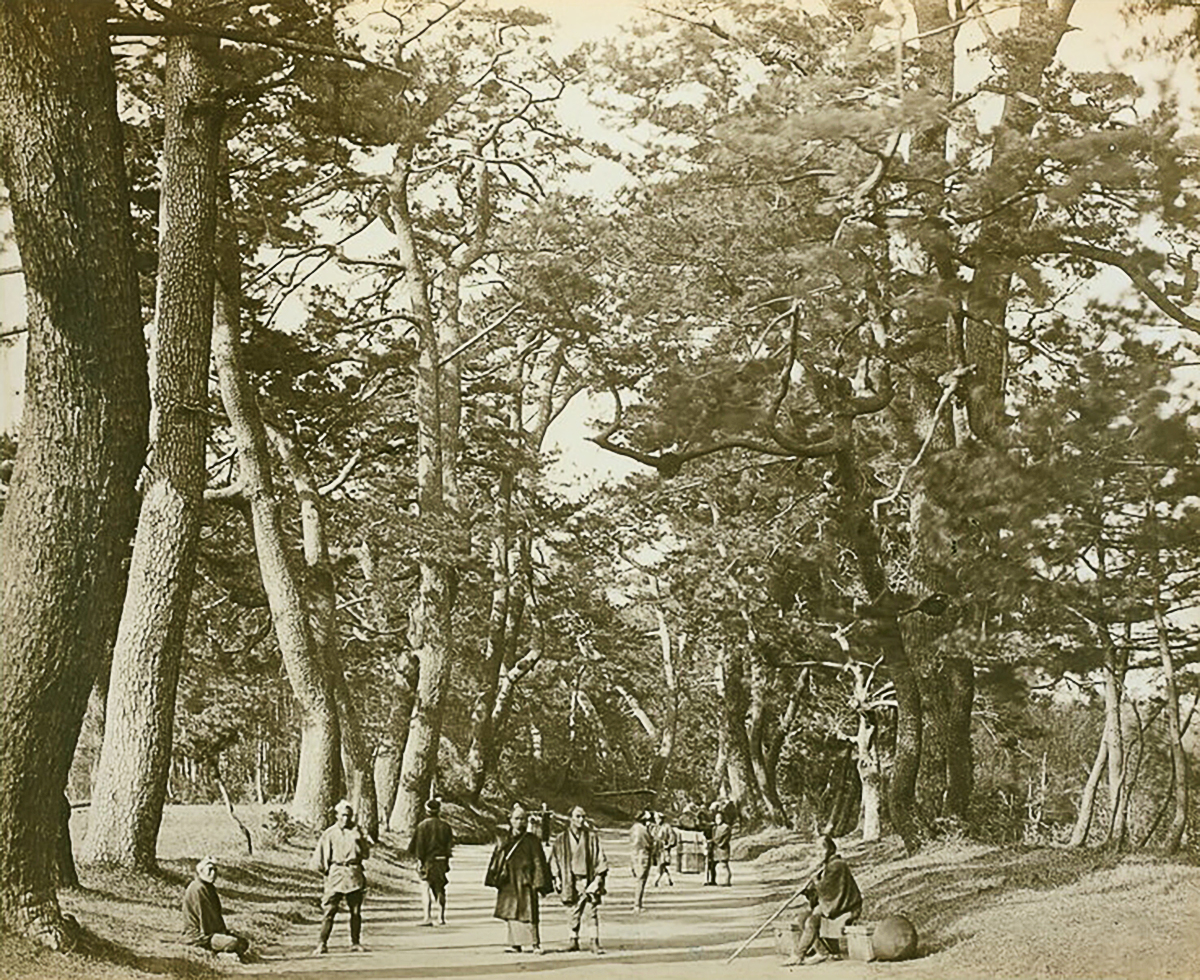
La route du Tōkaidō, photographiée par Felice Beato en 1865

Le huitième mois de 1832, Hiroshige se met en route pour le voyage d'Edo à Kyoto sur la route du Tōkaidō, dans le but d'accompagner, sur ordre du shogunat, une délégation officielle convoyant des chevaux qui doivent être offerts à la cour impériale.
Ces chevaux sont un don symbolique, fait chaque année par le shogun à l'Empereur, en reconnaissance de son statut divin.
Le rôle de Hiroshige dans ce voyage officiel était, entre autres tâches, de fixer grâce à son art, certaines des cérémonies prévues ; à cette époque, c'est certainement sa qualité de membre de la Brigade du Feu, héritée de son père (qui était inspecteur de cette brigade à la caserne d'Edo), qui lui vaut cette mission, beaucoup plus qu'une quelconque reconnaissance de l’ukiyo-e.
Les paysages qu'il traverse alors font une impression profonde sur l'artiste, qui dessine de nombreux croquis tout au long du voyage, ainsi que lors de son retour à Edo par la même route.
Revenu chez lui, il commence aussitôt à travailler sur les premières estampes des Cinquante-trois Stations du Tōkaidō. Au total, il réalisera cinquante-cinq estampes pour la série, les cinquante-trois stations proprement dites, auxquelles il faut ajouter l'estampe correspondant au point de départ et celle correspondant au point d'arrivée.
La première de la série est publiée conjointement par les maisons d'édition Senkakudō et Hōeidō, cette dernière se réservant la totalité des rééditions ultérieures. Des estampes de ce genre se vendent couramment, à l'état neuf, pour une somme comprise entre douze et seize pièces de cuivre par unité, c'est-à-dire à peu près le même prix qu'une paire de sandales de paille tressée ou un bol de soupe.
Le succès rencontré par les Cinquante-trois Stations du Tōkaidō fait d'Hiroshige l'un des artistes ukiyo-e les plus populaires de l'ère Edo. Les estampes du Tōkaidō de Hiroshige de l'édition Hōeidō sont les plus vendues de toute l'histoire de l’ukiyo-e, avec un tirage de 10 000 exemplaires. Certaines des gravures les plus célèbres atteignent même une diffusion de l'ordre de 20 000 à 30 000 exemplaires, à comparer avec les quelques centaines d'exemplaires normalement tirés à partir d'un jeu de planches ; ceci obligera à regraver nombre de ces planches, altérées par un tirage aussi considérable.
Hiroshige continuera sur sa lancée avec la série des Soixante-neuf Stations du Kiso Kaidō, représentant chacun des relais jalonnant la route de Nakasendō (l'autre nom du Kiso Kaidō), en coopération avec Keisai Eisen.

## La technique de l'estampeukiyo-e
L’ukiyo-e — qui est un genre majeur de la peinture japonaise — ne se confond pas avec l'estampe japonaise, la gravure sur bois, même si celle-ci est presque toujours ukiyo-e. En effet, l’ukiyo-e comprend également d'assez nombreuses peintures (en particulier à ses débuts), et les estampes sur bois du Japon ont, de leur côté, compté à leurs débuts des gravures bouddhistes.
Mais c'est bien au travers de la gravure sur bois d'estampes que l’ukiyo-e a pu atteindre sa pleine popularité, grâce au nombre de tirages autorisés par la gravure.
Les épreuves d’estampes ukiyo-e sont produites de la manière suivante,, :
1. L’artiste réalise un dessin-maître à l’encre.
2. L'artisan graveur colle ce dessin contre une planche de bois (cerisier ou catalpa), puis évide à l'aide de gouges (marunomi) les zones où le papier est blanc, créant ainsi le dessin en relief sur la planche, mais détruisant l’œuvre originale au cours de ce processus.
3. La planche ainsi gravée (« planche de trait ») est encrée et imprimée de manière à produire des copies quasiment parfaites du dessin original.
4. Ces épreuves sont à leur tour collées à de nouvelles planches de bois, et les zones du dessin à colorer d’une couleur particulière sont laissées en relief. Chacune des planches imprimera au moins une couleur dans l’image finale. Ce sont les « planches de couleurs ».
5. Le jeu de planches de bois résultant est encré dans les différentes couleurs et appliqué successivement sur le papier. Le parfait ajustement de chaque planche par rapport au reste de l'image est obtenu par des marques de calage appelées kento. L'encrage est obtenu en frottant le papier contre la planche encrée à l'aide d'un tampon, le baren fait de corde de bambou.

L’impression finale porte les motifs de chacune des planches, certaines pouvant être appliquées plus d’une fois afin d’obtenir la profondeur de teinte souhaitée.
Une caractéristique majeure de la technique de l'estampe japonaise est donc que chaque exemplaire imprimé à partir des planches supervisées par l'artiste est un original. Car le dessin initial de l'artiste est détruit lors de la gravure, et était d'ailleurs souvent incomplet par rapport au résultat final souhaité (sans les couleurs, par exemple).

## Les Cinquante-trois Stations du Tōkaidō, édition Hōeidō
Outre les cinquante-trois stations du Tōkaidō proprement dites, la série compte une planche pour le point de départ, le pont Nihonbashi (littéralement « pont du Japon ») à Edo, et une cinquante-cinquième et dernière (Keishi, « la capitale ») pour l'arrivée à Kyoto.
| №  | Estampe | No de station et nom français                         | Japonais         | Transcription            |
| -- | ------- | ----------------------------------------------------- | ---------------- | ------------------------ |
| 1  |         | Le départ d'Edo : « le pont du Japon »                | 日本橋           | Nihonbashi               |
| 2  |         | 1re station : Shinagawa-juku                          | 品川             | Shinagawa                |
| 3  |         | 2e station : Kawasaki-juku                            | 川崎             | Kawasaki                 |
| 4  |         | 3e station : Kanagawa-juku                            | 神奈川           | Kanagawa                 |
| 5  |         | 4e station : Hodogaya-juku                            | 程ヶ谷, 保土ヶ谷 | Hodogaya                 |
| 6  |         | 5e station : Totsuka-juku                             | 戸塚             | Totsuka                  |
| 7  |         | 6e station : Fujisawa-shuku                           | 藤沢             | Fujisawa                 |
| 8  |         | 7e station : Hiratsuka-juku                           | 平塚             | Hiratsuka                |
| 9  |         | 8e station : Ōiso-juku                                | 大磯             | Ōiso                     |
| 10 |         | 9e station : Odawara-juku                             | 小田原           | Odawara                  |
| 11 |         | 10e station : Hakone-juku                             | 箱根             | Hakone                   |
| 12 |         | 11e station : Mishima-shuku et détail : Mishima.      | 三島             | Mishima                  |
| 13 |         | 12e station : Numazu-juku                             | 沼津             | Numazu                   |
| 14 |         | 13e station : Hara-juku et détail :Hara               | 原               | Hara-juku                |
| 15 |         | 14e station : Yoshiwara-juku                          | 吉原             | Yoshiwara                |
| 16 |         | 15e station : Kanbara-juku et détail : Kambara        | 蒲原             | Kambara                  |
| 17 |         | 16e station : Yui-shuku                               | 由井, 由比       | Yui                      |
| 18 |         | 17e station : Okitsu-juku                             | 興津             | Okitsu                   |
| 19 |         | 18e station : Ejiri-juku                              | 江尻             | Ejiri                    |
| 20 |         | 19e station : Fuchū-shuku                             | 府中, 駿府       | Fuchū                    |
| 21 |         | 20e station : Mariko-juku et détail : Mariko          | 鞠子, 丸子       | Mariko-juku              |
| 22 |         | 21e station : Okabe-juku                              | 岡部             | Okabe                    |
| 23 |         | 22e station : Fujieda-juku                            | 藤枝             | Fujieda                  |
| 24 |         | 23e station : Shimada-juku                            | 島田             | Shimada                  |
| 25 |         | 24e station : Kanaya-juku                             | 金屋, 金谷       | Kanaya                   |
| 26 |         | 25e station : Nissaka-shuku                           | 日坂             | Nissaka                  |
| 27 |         | 26e station : Kakegawa-juku                           | 掛川             | Kagegawa                 |
| 28 |         | 27e station : Fukuroi-juku                            | 袋井             | Fukuroi                  |
| 29 |         | 28e station : Mitsuke-juku et détail : Mitsuke        | 見附             | Mitsuke                  |
| 30 |         | 29e station : Hamamatsu-juku                          | 浜松             | Hamamatsu                |
| 31 |         | 30e station : Maisaka-juku                            | 舞阪             | Maisaka                  |
| 32 |         | 31e station : Arai-juku                               | 荒井, 新居       | Arai                     |
| 33 |         | 32e station : Shirasuka-juku                          | 白須賀           | Shirasuka                |
| 34 |         | 33e station : Futagawa-juku                           | 二川             | Futagawa                 |
| 35 |         | 34e station : Yoshida-juku                            | 吉田             | Yoshida                  |
| 36 |         | 35e station : Goyu-shuku                              | 御油             | Goyu                     |
| 37 |         | 36e station : Akasaka-juku                            | 赤坂             | Akasaka                  |
| 38 |         | 37e station : Fujikawa-shuku                          | 藤川             | Fujikawa                 |
| 39 |         | 38e station : Okazaki-shuku                           | 岡崎             | Okazaki                  |
| 40 |         | 39e station : Chiryū-juku                             | 地鯉鮒, 知立     | Chiryū                   |
| 41 |         | 40e station : Narumi-juku                             | 鳴海             | Narumi                   |
| 42 |         | 41e station : Miya-juku                               | 宮               | Miya                     |
| 43 |         | 42e station : Kuwana-juku                             | 桑名             | Kuwana                   |
| 44 |         | 43e station : Yokkaichi-juku                          | 四日市           | Yokkaichi                |
| 45 |         | 44e station : Ishiyakushi-juku                        | 石薬師           | Ishiyakushi              |
| 46 |         | 45e station : Shōno-juku et détail : Shōno            | 庄野             | Shōno                    |
| 47 |         | 46e station : Kameyama-juku et détail : Kameyama      | 亀山             | Kameyama                 |
| 48 |         | 47e station : Seki-juku (Tōkaidō) (« la barrière »)   | 関               | Seki                     |
| 49 |         | 48e station : Sakashita-juku                          | 坂ノ下           | Sakanoshita              |
| 50 |         | 49e station : Tsuchiyama-juku                         | 土山             | Tsuchiyama               |
| 51 |         | 50e station : Minakuchi-juku                          | 水口             | Minakuchi                |
| 52 |         | 51e station : Ishibe-juku                             | 石部             | Ishibe                   |
| 53 |         | 52e station : Kusatsu-juku                            | 草津             | Kusatsu                  |
| 54 |         | 53e station : Ōtsu-juku                               | 大津             | Otsu                     |
| 55 |         | Arrivée de la route du Tōkaidō : Sanjō Ōhashi à Kyoto | 京市             | Keishi (« la capitale ») |

## Analyse détaillée de quelques estampes notables
Hiroshige a créé une trentaine de séries d'estampes très différentes ayant pour sujet la route du Tōkaidō ; les estampes présentées ci-dessous font partie de l'édition Hōeidō de 1833-1834.

### Le pont de Nihonbashi

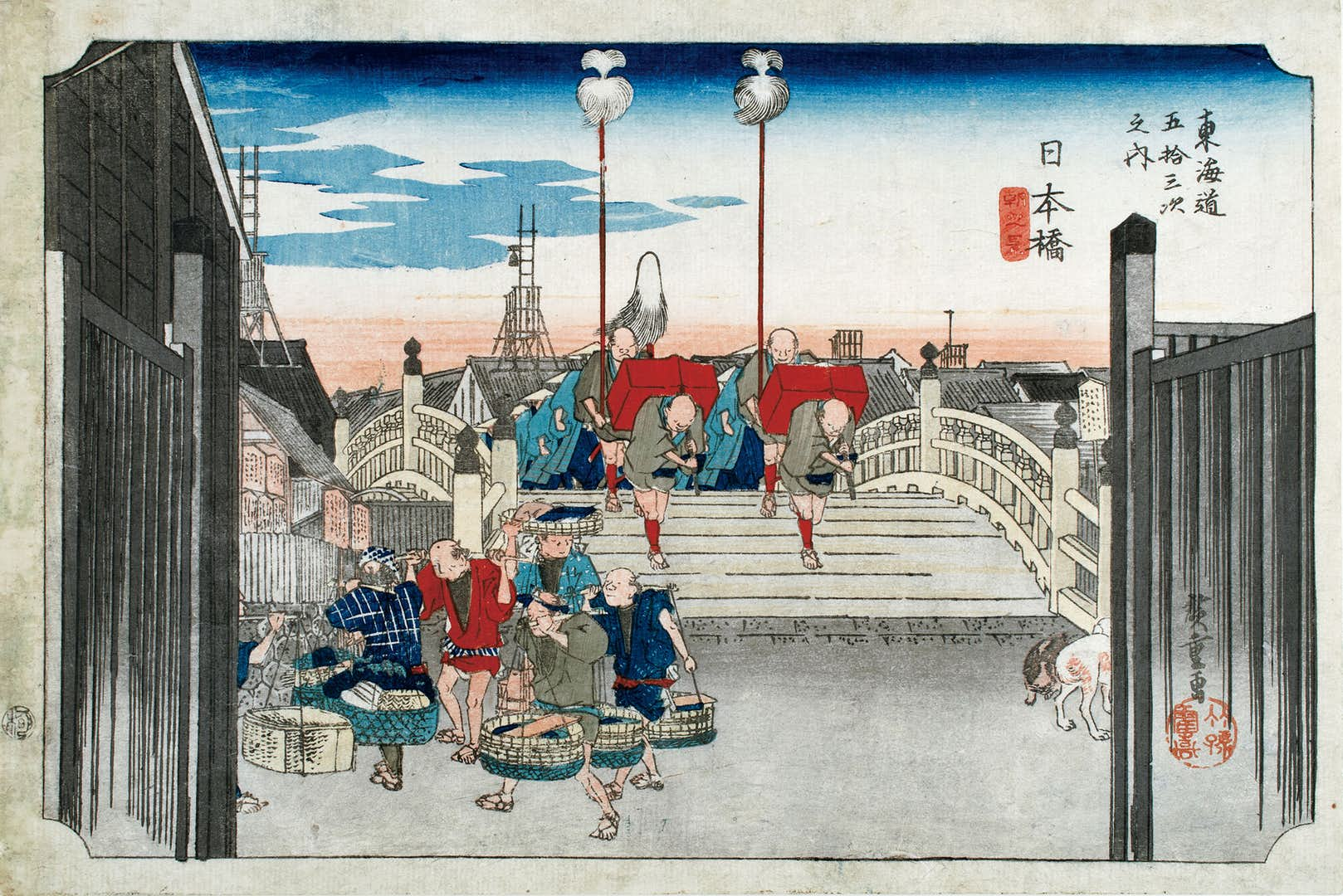
Hiroshige, 1re vue (départ) : Le Pont Nihonbashi à l'aube, yoko-ōban, 24,8 x 37,2 cm, nishiki-e (éditeur : Takeushi Magohachi, Tsuruya Kieimon, environ 4e-5e année de l'ère Tenpō (1833-1834)

Le pont de Nihonbashi, le « pont du Japon », est le point de départ, non pas seulement de la route du Tōkaidō, mais aussi de l'ensemble des « Cinq Routes » majeures du Japon, les Gokaidō. C'était à partir de cet endroit précis que se calculaient les distances.
Dans la région de Muromachi, près de Kitazume et Odawara, les marchés aux poissons surnommés « cuisine des citoyens » étaient nombreux. C'est ici, au pont de Nihonbashi que le voyage commence. Au lever du jour, vers la 7e heure, le cortège s'élance sur la route du Tōkaidō et se met en route en direction de l'ouest (voir cartographie du voyage).
Il est composé d'un daimyo, précédé par des serviteurs aux étendards, suivant eux-mêmes deux serviteurs portant les boîtes de costumes de cérémonie. À gauche, des marchands de poisson ambulants, qui apportent la marée, et d'autres qui remportent leurs paniers vides. À droite, deux chiens cherchent peut-être à trouver quelque nourriture abandonnée.
Il se dégage une telle tension de cette première estampe qu'elle se vendit aussitôt, ce qui obligea à refaire certaines planches usées. Hiroshige en profita pour rajouter divers personnages.

### 10estation: Hakone

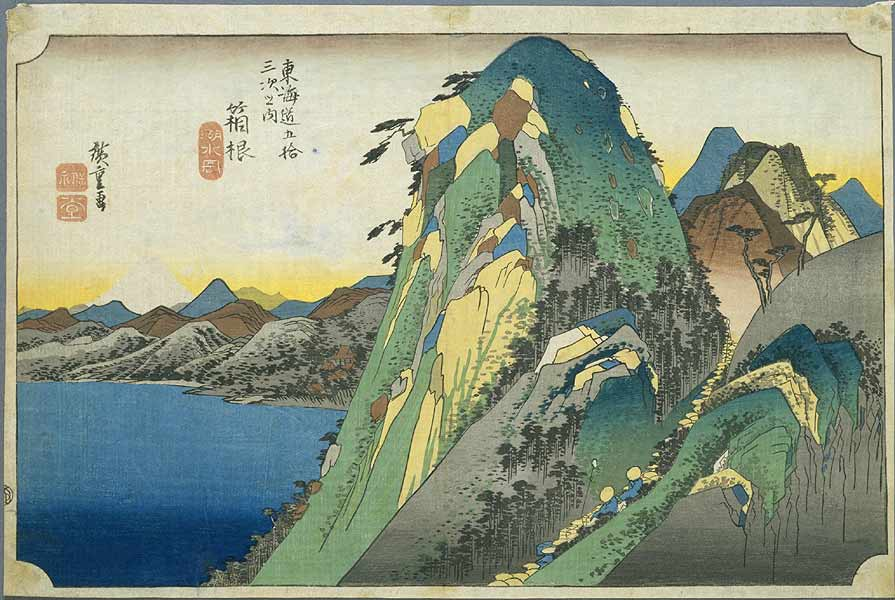
Utagawa Hiroshige, 11e vue (10e étape) : Hakone, sous-titrée dans un cartouche oblong : « Vu du lac (Kosui zu) », yoko-ōban, 25,5 x 38,2 cm, nishiki-e (éditeur : Takeushi Magohachi, environ 4e-5e année de l'ère Tenpō (1833-1834)

Le chemin d'Hakone peint ici, 10e étape du voyage, située entre l'auberge Odawara et l'auberge Mishima, est la partie la plus difficile, voire dangereuse du trajet ; les voyageurs qui y passaient étaient obligés de traverser de profondes vallées et d'escalader des cols particulièrement escarpés, dont on allait jusqu'à dire que même les singes s'y seraient rompu les os. La région est une ancienne caldeira volcanique. D'autre part, en haut de la passe se trouve un poste de péage étroitement surveillé par la police shogunale. Armée jusqu'aux dents, cette police se livrait sur les voyageurs à des contrôles pénibles qui accentuaient encore la difficulté de cette portion du voyage.
Au fond, on peut apercevoir le mont Fuji, mais ce qui attire surtout l'attention reste la composition chromatique, très vive, énergique, foisonnante et colorée. Cette estampe (les couleurs vertes de la montagne indiquent qu'il s'agit du second tirage) est certainement la plus expressive de la série des cinquante-trois étapes de la route du Tōkaidō. Et malgré cette intensité des couleurs, le lac en contrebas parvient à susciter une impression générale de calme. Calme tout relatif, cependant, quand on connaît le vent et le froid régnant en ce lieu. Il demeure dans cette estampe un esprit issu de la tradition zen (chan) des peintres lettrés chinois : l'élan de la montagne qui répond au calme réceptif de l'eau est proche de l'esprit du rouleau de Huang Gongwang, Habitations dans les monts Fu Chuen, chef-d'œuvre visible au musée de Taipeh.

### 11estation: Mishima

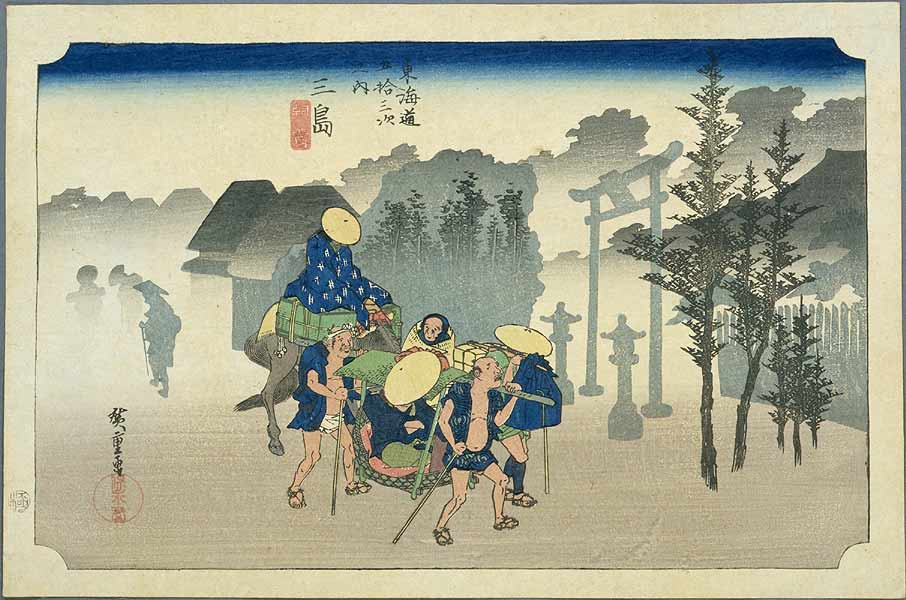
Mishima, sous-titrée dans un cartouche rectangulaire « La brume matinale », yoko-ōban, nishiki-e

La scène décrit un départ au petit matin, à partir du relais de Mishima, dans une atmosphère humide et froide. Les voyageurs ensommeillés s'apprêtent à effectuer un pénible parcours dans la montagne, alors que le village semble encore endormi et silencieux.
Hiroshige sait admirablement dépeindre ce type d'ambiances ; ici, il fait appel, pour l'arrière-plan, à l'impression des seules couleurs, sans contour, omettant la planche de trait ; d'autre part, il use de savants dégradés gris et bleu-vert, en fonction de l'éloignement.
Le torii sur la droite marque l'entrée du grand sanctuaire shinto de Myojin. Lui aussi représenté sans contour, il fait contraste avec le premier plan formé par les voyageurs, à pied, à cheval ou en logette ; le voyageur à cheval est accompagné d'un palefrenier, et celui installé dans la logette (kago) dispose de deux porteurs. Ce personnage, renfoncé dans son kago, dont la rusticité convient au parcours montagneux qu'il emprunte, cherche à se protéger de la lumière du jour naissant par un chapeau posé sur le toit ; il adopte une position ramassée, bras croisés, pour conserver un peu de chaleur dans le froid et la brume du petit matin.

### 13estation: Hara

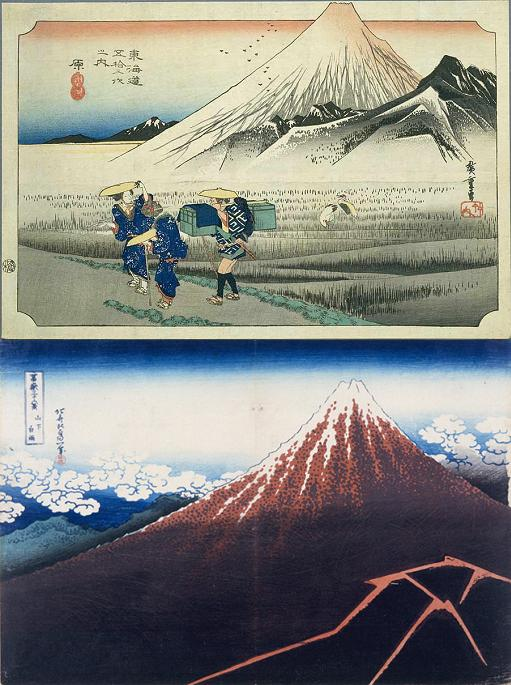
En haut, 14e vue (13e station) : Hara, sous-titrée dans un cartouche en coloquinte « Le Fuji au matin » (Asa no Fuji), yoko-ōban, 25,4 x 38,3 cm, nishiki-e (éditeur : Takeushi Magohachi, environ 4e{5e}} année de l'ère Tenpō (1833-1834).
En bas, Hokusai : Trente-six Vues du mont Fuji. Orage au pied du mont Fuji, yoko-ōban, Dunité

Depuis Edo, Hiroshige avait déjà pu admirer au loin le mont Fuji, mais Hara situé entre Numazu et Yoshiwara offre le meilleur point de vue qu'on puisse imaginer sur le sommet, point culminant du Japon (3 776 mètres). Devant lui s'élèvent les montagnes Awata et Ashigara, ainsi qu'un sommet de la chaîne d'Aitaka.
Il rend ici la puissance et la hauteur du sommet avec précision, la perspective étant fournie par les personnages au premier plan, avec en arrière-plan le Fuji et les sommets sombres qui l'entourent. Pour cette station, chez Hiroshige, le sommet échappe au cadre. Mais cette trouvaille fut faite par Hokusai, dans une gravure des  Mangwa.
Dans la plaine, au milieu des joncs, on aperçoit deux hérons ; sur le chemin, un homme et deux femmes, dont l'une tient une pipe. Les femmes sont des voyageuses, et la route étant alors considérée comme dangereuse, un serviteur les accompagne, d'ailleurs lourdement chargé. Le motif du kimono de l'homme est inspiré par les deux premiers caractères du nom de Hiroshige.
Quoique permettant une comparaison grâce à la similitude du sujet traité (le mont Fuji) et même s'il a été peint à la même époque, le tableau d'Hokusai diffère sur plusieurs points. L'angle de vue sur le mont Fuji est similaire, mais la présentation de la montagne est différente. Hiroshige cherche d'abord à décrire des scènes de vie quotidienne, où le mont Fuji peut apparaître de manière récurrente, mais au loin et comme un élément de décor poétique, lyrique, représentatif de la beauté des paysages japonais. Hokusai, au contraire, en fait un élément central, organique et cherche à l'étudier en lui-même en variant les contrepoints : matin, soir, pluie, orage, vent… allant jusqu'à présenter une centaine de versions différentes.
La vision d'Hokusai est à cet égard plus proche de celle de Claude Monet lorsqu'il fera, par exemple, la série des Cathédrales de Rouen une soixantaine d'années plus tard. À ceci près qu'Hokusai confère (sérénité du « dieu » Fuji contre éclair d'orage) presque toujours une sorte d'arrière-pensée épique, un style grandiose, à ce qu'il représente, même lorsqu'il s'agit de scènes « intimes » de la vie quotidienne ou de paysages — qu'Hiroshige traite avec un sentiment plus humble, poétique et subtil. C'est en ce sens qu'on a pu dire que Hokusai était inspiré par une composition, là où Hiroshige, lui, était inspiré par une atmosphère.

### 15estation: Kambara

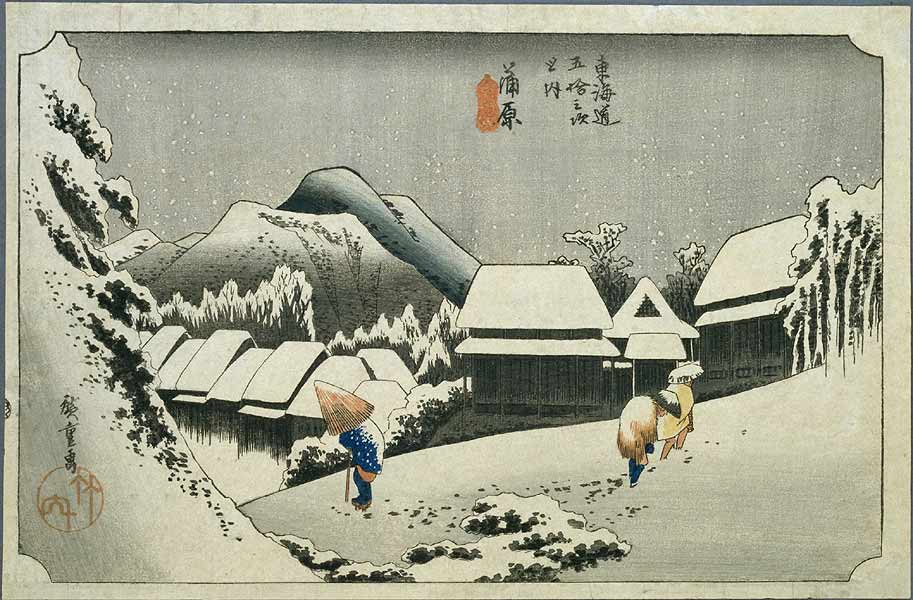
Utagawa Hiroshige, 16e vue : Nuit de neige à Kambara, yoko-ōban, 25,6 x 38,3 cm, nishiki-e (éditeur : Takeushi Magohachi, environ 4e-5e année de l'ère Tenpō (1833-1834)

Ce tableau à la nuit tombante est tout le contraire du précédent : les montagnes, les arbres, les habitations, etc., tous les éléments sont représentés avec une économie de couleurs, seules restant quelques lignes noires qui dessinent les couches de neige et par contraste, les formes qu'elles recouvrent.
Les touches colorées sont là pour représenter les personnages : à gauche, un habitant du village et à droite, deux voyageurs courbés comme pour se protéger du froid et des gros flocons que l'on voit tomber à l'arrière-plan.
Proche du littoral, Kambara connaît en réalité des températures relativement clémentes, et de ce fait, on considère que la neige qui recouvre le paysage n'est que le fruit de l'imagination d'Hiroshige, ce qui témoigne de sa puissance expressive à dépeindre les éléments naturels.
La combinaison de ces éléments contribue à la grande intensité lyrique de l'ensemble.
Il existe deux versions de cette estampe, dont la première est ici présentée, avec le haut de l'image marquée d'une bande très sombre, le reste de la scène baignant dans des tonalités plus claires, avec une lueur blafarde ; la seconde version met l'accent sur les contrastes entre noir, gris et blanc, et présente un ciel qui s'assombrit lorsque l'on se rapproche du sol.

### 20estation: Mariko

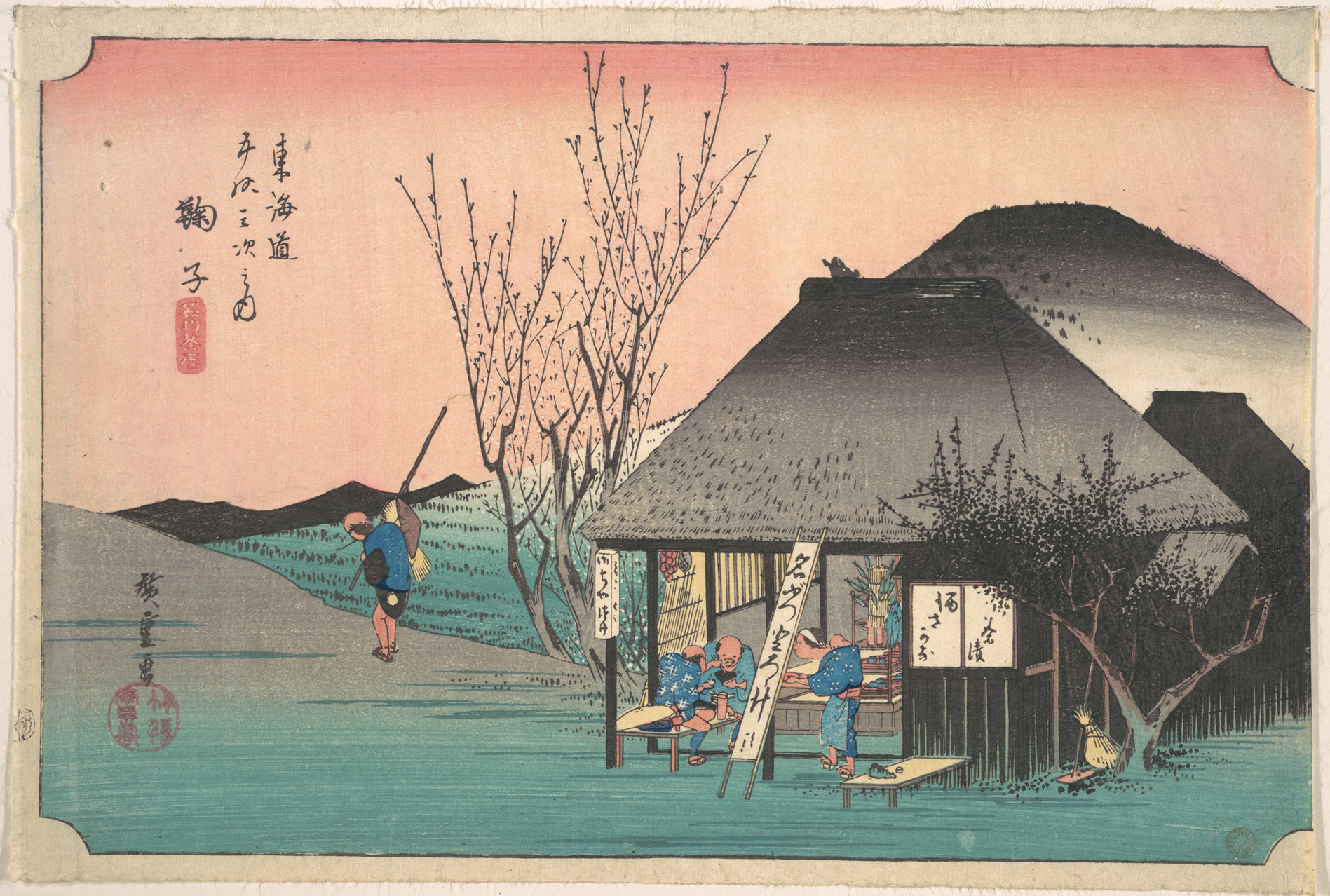
Mariko, la du Tōkaidō, sous-titrée dans un cartouche rectangulaire : « La Maison de thé aux célèbres spécialités » (Meibutsu chamise)

Hiroshige célèbre ici l'une des nombreuses auberges de Mariko, la Meibutsu chamise, « La Maison de thé aux célèbres spécialités », mentionnée dans plusieurs guides et romans de l'époque, en particulier le fameux roman de Jippensha Ikku, « À pied sur le Tōkaidō » (Tōkaidōchū Hizakurige).
La grande spécialité du lieu était la « soupe à l'igname » (tororo-jiru), particulièrement réputée.
L'estampe met en scène deux voyageurs, qui mangent avec une gourmandise manifeste ce que leur sert une femme portant un enfant sur son dos. On voit s'éloigner, sur la route qui passe devant l'auberge, un voyageur fumant la pipe, son chapeau et son manteau de paille tous deux accrochés à son bâton.

### 28estation: Mitsuke

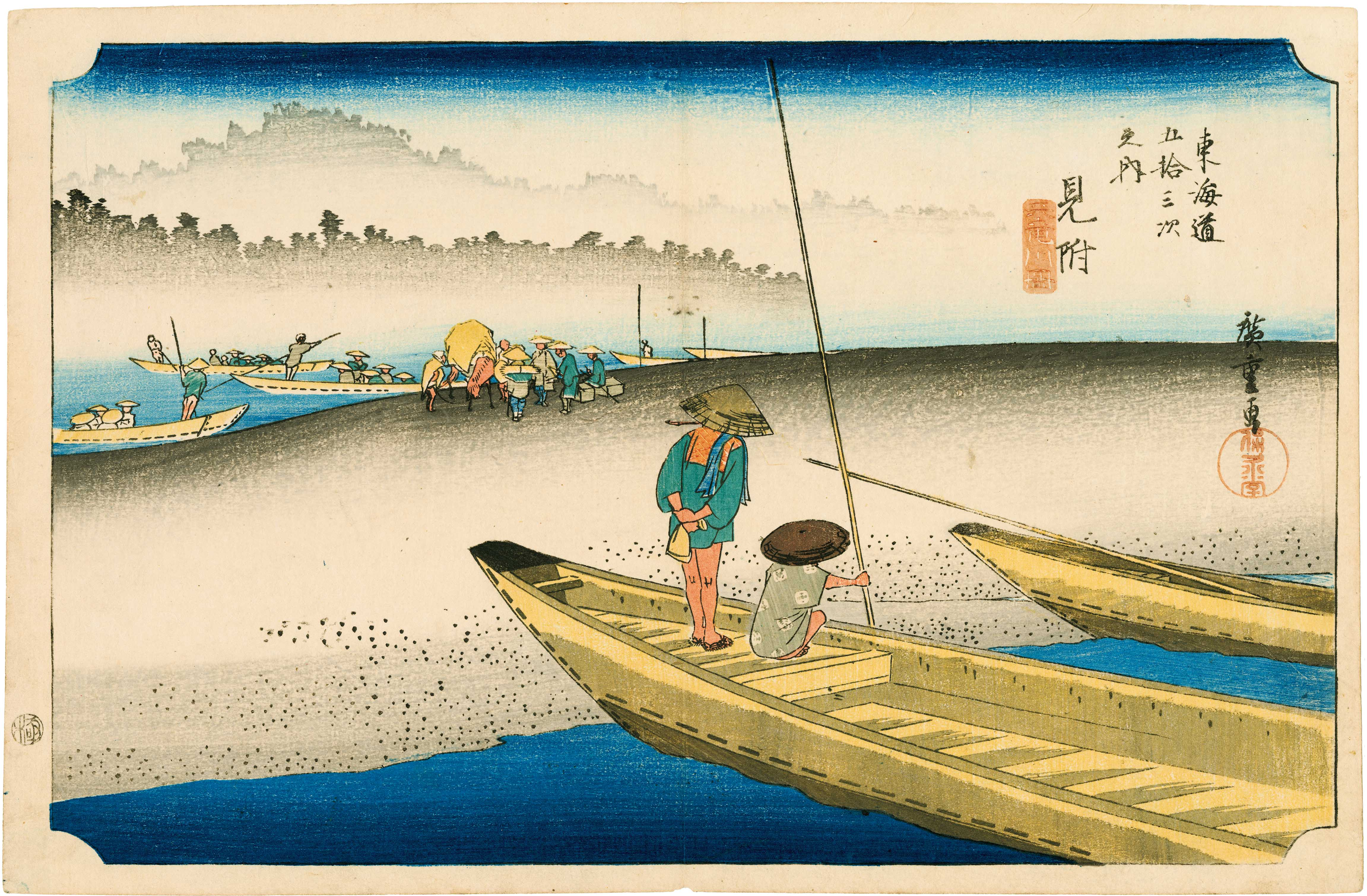
Mitsuke, sous-titrée dans un cartouche rectangulaire : « Vue du fleuve Tenryū »

Le relais de Mitsuke se trouve à peu près à mi-chemin entre Edo et Kyoto, à environ 240 km de chacune des deux capitales.
C'est une importante étape du voyage, marquée à la fois par l'atteinte de la moitié de la route, et le passage du Tenryū, le plus grand fleuve du pays, au courant rapide et puissant, qui interdit toute traversée à gué et rend nécessaire le recours aux barques des bateliers. On les utilise pour traverser les deux bras du fleuve, séparés par un large banc de sable, qui constitue ici l'arrière-plan immédiat des deux barques situées au premier plan. L'estampe est en effet composée de façon rigoureuse, quasi photographique, avec ses lignes obliques qui s'entrecroisent (perches et barques), et la recherche de la mise en valeur du sujet principal, les deux barques, dans le tiers inférieur de l'image, par l'arrière-plan formé par la bande de sable et le deuxième bras du fleuve, où Hiroshige joue sur les effets de brume qui lui sont chers pour évoquer une lointaine forêt sur l'autre rive.

### 45estation: Shōno

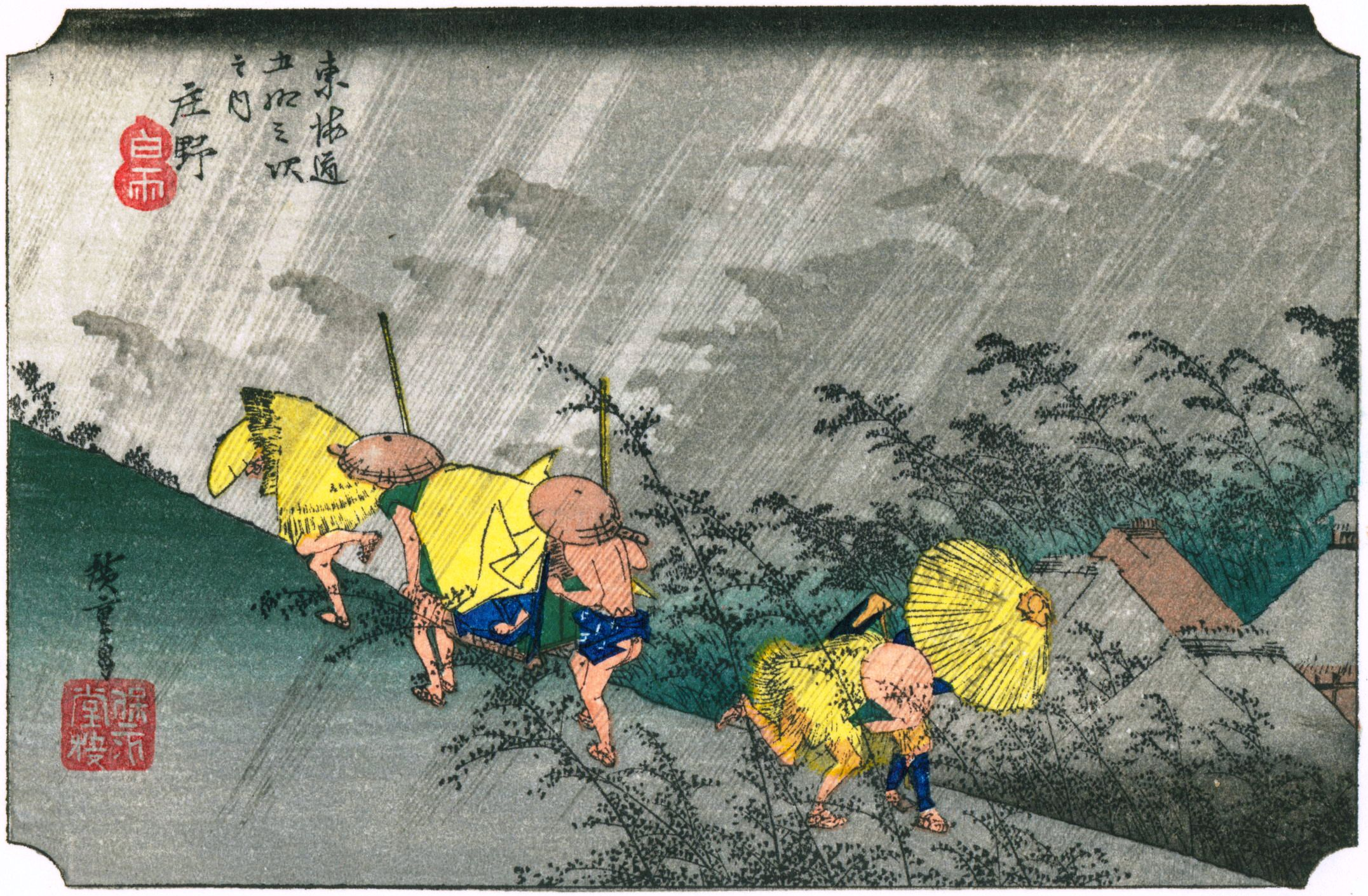
Shōno, sous-titrée en coloquinte L'Averse (Haku-u)

Pour atteindre Shōno, il fallait suivre le cours de la rivière Suzuka par un sentier montagneux, marche d'environ une heure. Perdu dans les hauteurs, sans village proche, ce tronçon de la route était très peu fréquenté, avant d'être rouvert sur ordre du gouverneur de Kyoto pendant l'ère Genna (1615-1624).
Ici, une averse violente se déchaîne, parfois appelée aussi « pluie blanche à Shōno », ce qui évoque certains tirages de cette estampe, où le ciel, ainsi que la base des arbres courbés par le vent, apparaissent clairs sous un ciel noir. Deux groupes de personnages courent dans des directions opposées, cherchant à se mettre à l'abri.
La composition de l'image, là encore, fait appel à l'utilisation de lignes diagonales qui s'entrecroisent, et forment des triangles : le sentier, les arbres courbés par le vent, les manteaux, le toit des maisons.
Selon les tirages de cette estampe, l'arrière-plan et, en particulier, la base des arbres, est plus ou moins clair, lorsque la base des arbres situés à gauche est totalement estompée par la lumière et que seules en apparaissent les cimes, l'estampe produit l'impression d'une « pluie blanche », voire d'une giboulée, où la violente et soudaine averse laisse filtrer la lumière du soleil. L'exemplaire publié sur cette page diffuse une atmosphère plus sombre.
Par son pouvoir d'évocation et son graphisme rigoureux, cette estampe est l'une des plus célèbres du Tōkaidō, et même de toute l'œuvre de Hiroshige.

### 46estation: Kameyama

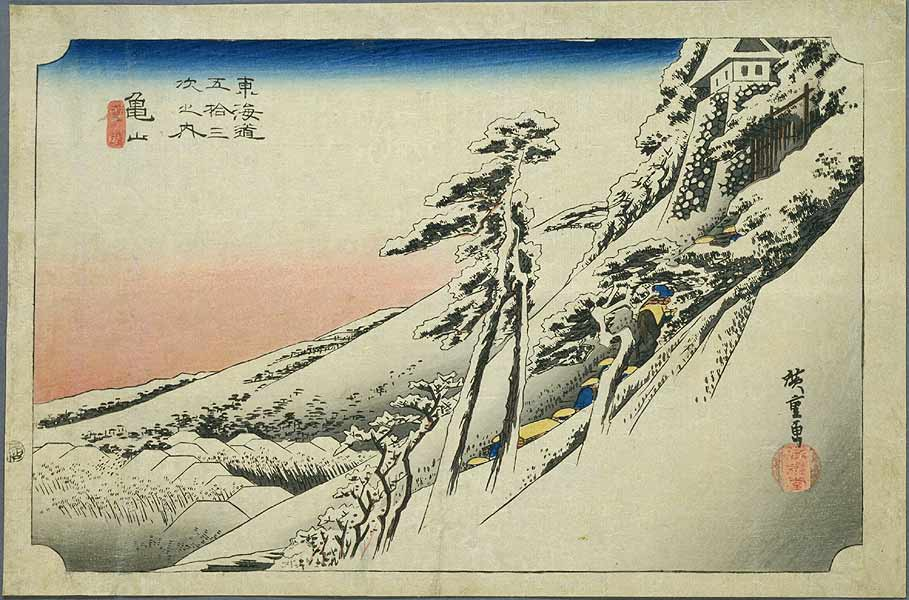
Hiroshige, : Matin clair d'hiver à Kameyama, yoko-ōban, 25,3 x 28,2 cm, nishiki-e (éditeur : Takeushi Magohachi, environ 4e-5e année de l'ère Tenpō (1833-1834)

Dans un paysage complètement recouvert par la neige, le cortège d'un daimyo (au centre) est en train de gravir les flancs escarpés de la montagne pour se rendre au château fort de Kameyama (en haut, à droite), bâti en son sommet. C'est une forteresse militaire qui sert aussi de gîte pour les voyageurs. De nos jours, il ne reste que les ruines du donjon et un parc.
Hiroshige fait montre ici d'une remarquable économie de moyens dans le choix des couleurs : une bande bleue dans le haut de l'image, de délicates nuances de rose et de jaune pour évoquer l'aurore qui arrive et, comme dans de nombreuses autres estampes, une touche de jaune marquant les chapeaux de paille des voyageurs.
On sait qu'Hiroshige a visité ce lieu, mais c'était en été, par conséquent ce paysage a été créé a posteriori, à partir de ses souvenirs, de sa vision intérieure.

## Les œuvres de Hiroshige ayant trait à la route du Tōkaidō
Hiroshige a publié au total plus d'une trentaine de séries ayant la route du Tōkaidō pour sujet. La plupart représente la totalité des 53 stations. Un certain nombre, cependant, n'en présente que quelques-unes ; on peut aussi signaler, parmi les œuvres portant sur la route du Tōkaidō, un triptyque, un éventail (« rivières du Tōkaidō »), et quatre livres, dont un livre érotique.
Les séries les plus significatives sont :
| Titre de la série                                                 | Format                             | Date de publication               | Éditeur                                    |
| ----------------------------------------------------------------- | ---------------------------------- | --------------------------------- | ------------------------------------------ |
| Cinquante-trois stations du Tōkaidō                               | Ōban, yoko-e                       | 1833-1834                         | Hōeidō (c'est l'édition décrite ci-dessus) |
| Au long du Tōkaidō - Enoshima                                     | Ōban, yoko-e                       | ?                                 | Takeuchi                                   |
| Le Tōkaidō (série reisho)                                         | Ōban, yoko-e                       | 1848-1854 (ère Kaei)              | Marusei                                    |
| Le Tōkaidō                                                        | Ōban, yoko-e                       | 1848-1854                         | Rinsho                                     |
| Cinquante-trois illustrations du Tōkaidō                          | Ōban, tate-e                       | 1848-1854                         | Fujiyoshi                                  |
| Le Tōkaidō                                                        | Chuban, tate-e                     | 1848-1854                         | Tsutaya                                    |
| Cinquante-trois stations (série jinbutsu)                         | Chuban, tate-e                     | 1852                              | Murichi                                    |
| Cinquante-trois stations du Tōkaidō                               | Yotsugiri (quarto), yoko-e         | 1848-1854                         | ?                                          |
| Cinquante-trois stations du Tōkaidō                               | Jurokugiri                         | Début de l'âge mûr de Hiroshige ? | ?                                          |
| Cinquante-trois stations du Tōkaidō (série gyosho)                | Aiban, yoko-e (55 estampes)        | Fin de l'âge mûr ?                | Ezaki                                      |
| Pèlerinage pour Ise au long du Tōkaidō, « à la force du mollet »  | Ōban, tate-e                       | Fin de l'âge mûr ?                | Fujiyoshi                                  |
| Le Tōkaidō                                                        | Yatsugiri (octavo) (56 estampes)   | Fin de l'âge mûr ?                | Yamasho                                    |
| Images continues des endroits célèbres des 53 stations du Tōkaidō | Mame-ban (miniature) (55 estampes) | Fin de l'âge mûr ?                | Jokin                                      |
| Scènes détaillées des 53 stations du Tōkaidō                      | Ōban, tate-e (10 estampes)         | 1844-1848                         | Muratetsu                                  |
| 53 stations du Tōkaidō                                            | Ōban, tate-e (22 estampes)         | 1844-1848 (ère Koka)              | Tomata, Ibakyu, Ibasen                     |
| Le Tōkaidō                                                        | Yotsugiri (56 estampes)            | 1844-1848 (ère Koka)              | Aritaya                                    |
| Les 53 stations « au double pinceau »                             | Ōban, tate-e (55 estampes)         | 1854                              | Marukyu                                    |
| Illustrations des endroits célèbres des 53 stations               | Ōban, tate-e (55 estampes)         | 1855                              | Tsutaya                                    |
| Images changeantes des 53 stations                                | Mame-ban (miniature) (55 estampes) | Début de l'âge mûr de Hiroshige ? | Wakasaya                                   |
| 53 stations du Tōkaidō                                            | Chuban, yoko-e (56 estampes)       | Fin de l'âge mûr ?                | Sanoki                                     |

## L'influence de l'Occident sur l'art de Hiroshige

### La perspective occidentale
Dans la peinture traditionnelle du Japon et, plus généralement, de l'Extrême-Orient, la représentation de la perspective telle qu'elle est entendue en Occident, n'existait pas. Comme autrefois dans la statuaire de l'Égypte antique, la taille des objets ou des personnages ne dépendait pas de leur proximité ou de leur éloignement, mais de leur importance dans le contexte du sujet : un paysage pouvait donc être représenté en grossissant les personnages, considérés comme le véritable sujet de l'estampe, et en réduisant la taille des arbres et des montagnes environnantes, pour qu'ils ne risquent pas de capter l'attention au détriment des personnages. La notion de ligne de fuite n'existait pas, et le point de vue retenu était en général celui d'une « vue cavalière ».
La perspective utilisée par la peinture occidentale était, au début du XVIIIe siècle, connue des artistes japonais au travers des gravures sur cuivre occidentales (hollandaises en particulier), qui arrivaient par Nagasaki. Les premières études et tentatives sur la perspective occidentale furent menées par Okumura Masanobu, puis surtout, par Toyoharu. Celui-ci a d'ailleurs, aux alentours de 1750, réalisé des gravures sur cuivre d'inspiration totalement occidentale,.
Grâce à l'œuvre de Toyoharu, l'estampe japonaise de paysage, le fūkei-ga, telle que l'ont fait évoluer Hiroshige (élève indirect de Toyoharu, au travers de Toyohiro) et Hokusai, a été profondément influencée, bouleversée même par rapport à l'approche traditionnelle.
En sens inverse, il est probable que l'œuvre de Hiroshige n'aurait pas été aussi bien accueillie en Occident si le public n'y avait retrouvé les règles de la perspective qui lui était familière au travers de la peinture occidentale.

### Les couleurs occidentales
Les années 1830 constituent une « révolution bleue » dans l'aspect des estampes japonaises, par le recours à la nouvelle couleur à la mode, le « bleu de Berlin », que nous connaissons sous le nom de bleu de Prusse. Cette couleur d'un bleu soutenu, d'origine chimique, fait sensation dans le monde de l'art en général, car il existait peu de sources fiables et bon marché pour obtenir le bleu : le lapis-lazuli, originaire d'Afghanistan, était hors de prix, l'oxyde de cobalt était difficile à travailler et avait tendance à pâlir, l'indigo supportait très mal la lumière et tendait à virer. Aussi, le bleu de Prusse (découvert accidentellement) fut-il largement utilisé en Europe dès 1750, pour gagner le Japon au début du XIXe siècle.
Il s'agit d'une  couleur bien différente du bleu délicat et fugace, issu de l'indigo, qu'utilisaient auparavant les graveurs japonais de l’ukiyo-e. Ce « bleu de Berlin », le berorin ai, importé de Hollande est utilisé, en particulier par Hiroshige et Hokusai, à partir de son arrivée massive au Japon, en 1829.
D'autre part, l'extrême importance de la demande pour les estampes des 53 stations du Tōkaidō de Hiroshige se traduisit par de nombreuses regravures, au moins pour les estampes les plus célèbres. Les premiers tirages présentaient des coloris recherchés, avec des dégradés très soignés. Les tirages tardifs de l'ère Meiji (1868-1912), postérieurs, eux, à la mort de Hiroshige, font appel à des couleurs à l'aniline d'origine européenne, aux tons criards, sans dégradés, et présentant de violents contrastes de coloris.

## L'influence de la série sur les artistes occidentaux
L’ukiyo-e et les estampes japonaises ont fortement marqué l'art occidental, au travers d'artistes comme Claude Monet, Edgar Degas et les Impressionnistes en général, ou encore Gustav Klimt, en particulier à partir de l'Exposition universelle de 1867 à Paris.
Outre le fait qu'il contribua — avec Hokusai — à modifier profondément et durablement l’ukiyo-e, Hiroshige a plus spécifiquement inspiré des artistes comme Vincent van Gogh, qui a reproduit à l'huile deux estampes des Cent vues d'Edo et qui possédait quelques-unes des estampes des 53 stations du Tōkaidō.
Car bien souvent, l'influence que le Tōkaidō de Hiroshige dans l'édition Hōeidō a pu avoir sur les artistes occidentaux était liée aux achats que ces artistes avaient pu effectuer en tant que collectionneurs, auprès d'un Samuel Bing ou d'un Hayashi Tadamasa. On en connait quelques exemples précis :
- la 12e station Numazu semble avoir inspiré Les Peupliers sur l'Epte de Claude Monet, qui possédait plusieurs estampes des 53 stations du Tōkaidō de Hiroshige dans sa collection de Giverny[53] ;
- la 8e station, Ōiso, la 11e station, Mishima, et la 28e station, Mitsune, ont inspiré le peintre et graveur Henri Rivière, qui en possédait un exemplaire. Ōiso a servi d'inspiration par son rendu particulier de la pluie. Quant aux deux autres stations, elles utilisent une technique particulière pour retranscrire la brume et les arrière-plans flous qu'elle génère. Henri Rivière reprendra ces techniques dans son Enterrement à Trestaou[54].

## Le Tōkaidō de nos jours
Aujourd'hui, le Tōkaidō représente l'artère principale de l'immense mégalopole du même nom Tōkaidō megaroporisu (東海道メガロポリス), qui rassemble plus de 50 millions d'habitants et englobe Tokyo, la première ville et la capitale du Japon, Yokohama, la deuxième, et Nagoya, la quatrième. L'axe du Tōkaidō se prolonge ensuite, comme au temps d'Hiroshige, vers Kyoto, puis se prolonge vers Osaka, la troisième ville la plus peuplée du Japon, toute proche de Kōbe.
La voie joignant Tokyo, Nagoya, Kyoto et Osaka est empruntée par la ligne principale Tōkaidō des Japan Railways, qui relie Tokyo à Kobe en passant par Osaka, Kyoto et Nagoya, ainsi que par la ligne Shinkansen Tōkaidō.
En ce qui concerne le transport routier, l'ancien Tōkaidō est aujourd'hui remplacé par les autoroutes urbaines Tōmei et Meishin.
L'autoroute urbaine Tōmei (東名高速道路, Tōmei Kōsoku Dōro) est une autoroute de 387 km de long, sur l'île de Honshū, dont l'exploitation est assurée par la Central Nippon Expressway Company.
L'autoroute urbaine Meishin (名神高速道路, Meishin Kōsoku-dōro), longue de 194 km est une autoroute à péage qui part de sa connexion à l'autoroute Tomei, pour aller jusqu'à Nagakute, situé dans les environs de Nagoya, jusqu'à Nishinomiya, entre Osaka et Kōbe.